# 오대천
오대천(五台川)은 강원특별자치도 평창군 진부면 오대산에서 발원하여 남한강으로 흘러드는 강원특별자치도의 하천이다. 유로의 길이는 55.7km이며, 유역면적 451.50km2이다. 강원특별자치도 정선군 북면 나전리에서 골지천과 합류하여 남한강을 이룬다. 2008년부터 매년 12월부터 다음해 2월까지 평창송어축제가 열린다.